# Njealjátjávri
Njealjátjávri, Goalmmátjávri, Vidátjávri, Guđátjávri och Goahtejávri eller Vuokŋoljávrrit är sjöar i Finland. De ligger i kommunen Utsjoki i landskapet Lappland, i den norra delen av landet, 1 100 km norr om huvudstaden Helsingfors. Njealjátjávri ligger 226,6 meter över havet. Omgivningarna runt Njealjátjávri är i huvudsak ett öppet busklandskap. Arean är 46,8 hektar och strandlinjen är 5,03 kilometer lång. Sjön  ingår i Tana älvs huvudavrinningsområde. 